# Église de la Sainte-Trinité de Delhi
Pour les articles homonymes, voir Église de la Sainte-Trinité.
L’église de la Sainte Trinité (en anglais Holy Trinity Church) sise près de la ‘Turkman gate’ à Delhi, en Inde, est la plus ancienne église chrétienne de la vieille ville de Delhi (anciennement Shahjahanabad). Construite en deux ans, de 1904 à 1905, elle est aujourd’hui paroisse de l’église de l’Inde du Nord (communion anglicane).

## Origine et histoire
Dans les années 1860 des habitants de Daryaganj se convertissent au christianisme. Sous la direction du Rev. R.R. Winter ils s’installent dans le quartier de la porte de Turkman, y formant un ‘Christian Basti’. Une simple chapelle y est construite.
En 1880, un riche voyageur anglais en route pour une partie de chasse au Cachemire passe par Delhi et est touché par la vie simple et généreuse du couple missionnaire des Winter. Il accepte de se joindre à eux. Il est ordonné prêtre à Simla en 1881 et se marie 10 ans plus tard avec Mary Boyd, elle-même membre active de la ‘Delhi Zenana Mission’, attachée à la communauté anglicane de Saint Stephen, près de la porte du Cachemire. Ils s’installent à Delhi.
Alexandre Maitland meurt le 22 juillet 1894. Très généreux il avait contribué à la fondation du St Stephen’s Collège, par la Cambridge Mission (1881). À sa mort il laisse 10 000 Rs - une somme considérable à l’époque - 'pour que soit construite une église dans un quartier pauvre de la ville’. 
Des difficultés d’ordre technique retardent le choix du lieu et la construction de l’église.  Des dons supplémentaires sont reçus de la part d’amis et de la famille de Maitland pour que la ‘Maitland Memorial Church’ soit effectivement un monument insigne à la mémoire du généreux mécène. La première pierre en est posée le 1er février 1904 l’église est dédiée à la Sainte Trinité. Ses cinq modestes coupoles lui donnent un air byzantin: ce style architectural était à la mode à la fin du XIXe siècle. 
La veuve du bienfaiteur, Mary R. Maitland, est particulièrement active dans la décoration intérieure : autel, ambon, et tapis pour que les fidèles puissent s’asseoir sur le sol. L’église est solennellement consacrée par G.N. Lefroy, évêque anglican de Lahore, le 7 novembre 1905. Le Rev. W.S. Kelly en est nommé le premier pasteur. 
Après lui se succèdent de nombreux autres, pour la plupart membres de la ‘Cambridge Mission Brotherhood’. En 1913 Samuel Ghose est le premier indien à être nommé pasteur de l’église de la Sainte Trinité. A.N. Mukherjee, plus tard évêque anglican de Delhi, passe également deux ans au service de la communauté chrétienne de Turkman gate (1928-1929).